# Manuel Machado (football, 1955)
Pour les articles homonymes, voir Manuel Machado.
Manuel Machado (de son nom complet Manuel António Marques Machado), né le 4 décembre 1955 à Guimarães, est un entraîneur de football portugais.

## Style
Manuel Machado est le énième représentant d'une formidable génération de techniciens portugais formés depuis le milieu des années 1980 au tour d'un leitmotiv, la discipline collective
et tactique. José Mourinho est certes plus jeune que Machado mais reste un exemple dans la maîtrise tactique du jeu. D'autres entraîneurs reconnus comme Jorge Jesus, Domingos Pacienca, Paulo Sergio, José Peseiro, José Couceiro ou tout récemment André Villas-Boas, "disciple" de Mourinho, font également partie de cette nouvelle école rompant avec l'ancienne tradition héritée du "Jogo Bonito" du cousin brésilien. L'entraîneur du Vitoria Guimarães est également reconnu pour son discours policé, à la limite de la langue de bois, et son goût pour les bons mots.

## Biographie

### Carrière d'entraîneur
Après une carrière correcte de joueur arrêtée au milieu des années 1980, Manuel Machado se reconvertit en tant qu'entraîneur.
Avec une licence en Education Physique, il pense un temps se diriger vers le handball qui était alors son sport de prédilection. Mais c'est sa rencontre avec
le tacticien Raymond Goethals, qui a entraîné brièvement le Vitoria Guimarães en 1984-1985, qui va être une révélation pour lui. Il sera alors son préparateur physique.
Il lui faudra pourtant quinze ans pour se révéler après avoir dirigé l'équipe de jeunes de son club de cœur mais aussi le Vila Real et l'AD Fafe.
Il hisse ce dernier, alors en troisième division, en quarts de finale de la Coupe du Portugal.
En 2000, il prend les commandes du modeste club banlieusard de Guimarães, Moreirense, et réussit deux montées successives, depuis la 3e division, vers l'élite.
Toujours sous sa houlette, le club de Moreira de Conegos se maintiendra trois saisons durant et réussira à atteindre le meilleur classement de son histoire (9e en 2003-2004)
et les huitièmes de finale de la Coupe du Portugal.
Machado enchaîne ensuite les clubs avec plus ou moins de succès. Il revient ainsi au Vitoria qu'il parvient à hisser au cinquième rang et à qualifier de nouveau pour une compétition européenne. Ses expériences à l'Academica de Coimbra et au Sporting Braga sont en revanche moins concluantes (13e avec l'Academica puis 7e avec Braga).
Pour la première fois engagé dans un projet de moyen terme, il parvient à sécuriser le Nacional Madère durant quatre saisons dans la première moitié du classement.
Là encore, il réalise des miracles avec très peu de moyens: meilleur classement de l'histoire du Nacional en 2009 (4e) et troisième qualification européenne pour
le club océanique qui effectuera alors une honorable prestation lors de la phase de poule de l'édition 2009-2010 de la Ligue Europa.

### Personnel
À côté de ses exploits d'entraîneur, l'homme à la moustache a aussi côtoyé la mort en décembre 2009 après une banale opération de liposuccion de l'abdomen. Des effets secondaires de l'intervention chirurgicale ont développé une septicémie, le laissant dans le coma pendant environ deux semaines. Manuel Machado a finalement pu reprendre ses responsabilités avec le Nacional dès la fin de la trêve, au mois de janvier 2010.